# Анасонов лопен
Анасонов лопен или Урумов лопен (Verbascum anisophyllum) е ендемичен за България вид лопен, разпространен само в района на Конявска планина. В Червената книга на България растението е вписано като Критично застрашен вид.

## Разпространение и местообитания
Видът е разпространен в историко-географската област Знеполе по южните склонове на Конявска планина при надморска височина от 400 до около 900 m. Обитава сухи, каменисти, варовити склонове в тревисти калцифилни съобщества и силно разредени гори.

## Описание на вида
Анасоновият лопен е двугодишно тревисто растение, зелено, гъсто дългожлезисто и разклоненовлакнесто. Стъблото е с височина 40 – 100 cm, облистено, от основата е разклонено. Приосновните листа са с 2,5 – 5 cm дълги дръжки, петурите са дълги 5 – 10 cm, широки 2,5 – 3,5 cm, удължени или овално-елипсовидни, тъпо неравномерно назъбени с клиновидни основи. Долните стъблови листа като приосновните са по-малки, а горните полустъблообхващащи, копиевиднотриъгълни, заострени. Цветовете са разположени в дихазии, долните са многоцветни, а горните с по 1 – 2 цвята. Образуват удължена, рехава метлица. Чашката е дълга 3 – 6 mm, разделена почти до основата, гъсто и дълго жлезистовлакнеста. Венчето е с диаметър около 30 mm, наситеножълто. Тичинките са пет. Семената са дълги 0,8 – 0,9 mm, конично-призматични. Цъфтежът е през юни-август, а плододаването – юли-септември. Насекомоопрашващо се растение. Размножава се със семена.

## Мерки за защита на вида
Популацията на анасоновия лопен е представена от отделни индивиди и заема силно ограничена площ. Възобновяването е трудно, а възрастовата структура е нарушена. Причината за това е, че растението е двугодишно и само малка част от едногодишните индивиди преживяват до втората си година и стигат до цъфтеж. Допълнителни фактори са утъпкването от селскостопански животни и прекомерната паша, добив на инертни материали, ограничено разпространение, изключително малочислена популация и ниски възобновителни способности на вида.